# 지우 (축구 선수)
카를루스 지우베르투 나시멘투 시우바(포르투갈어: Carlos Gilberto Nascimento Silva, 1987년 6월 12일 ~ )는 지우로 잘 알려진 브라질의 축구 선수로 포지션은 센터백이다.